# Mezzanine (architecture)
Pour les articles homonymes, voir Mezzanine.
 (février 2024).
Si vous disposez d'ouvrages ou d'articles de référence ou si vous connaissez des sites web de qualité traitant du thème abordé ici, merci de compléter l'article en donnant les références utiles à sa vérifiabilité et en les liant à la section « Notes et références ».

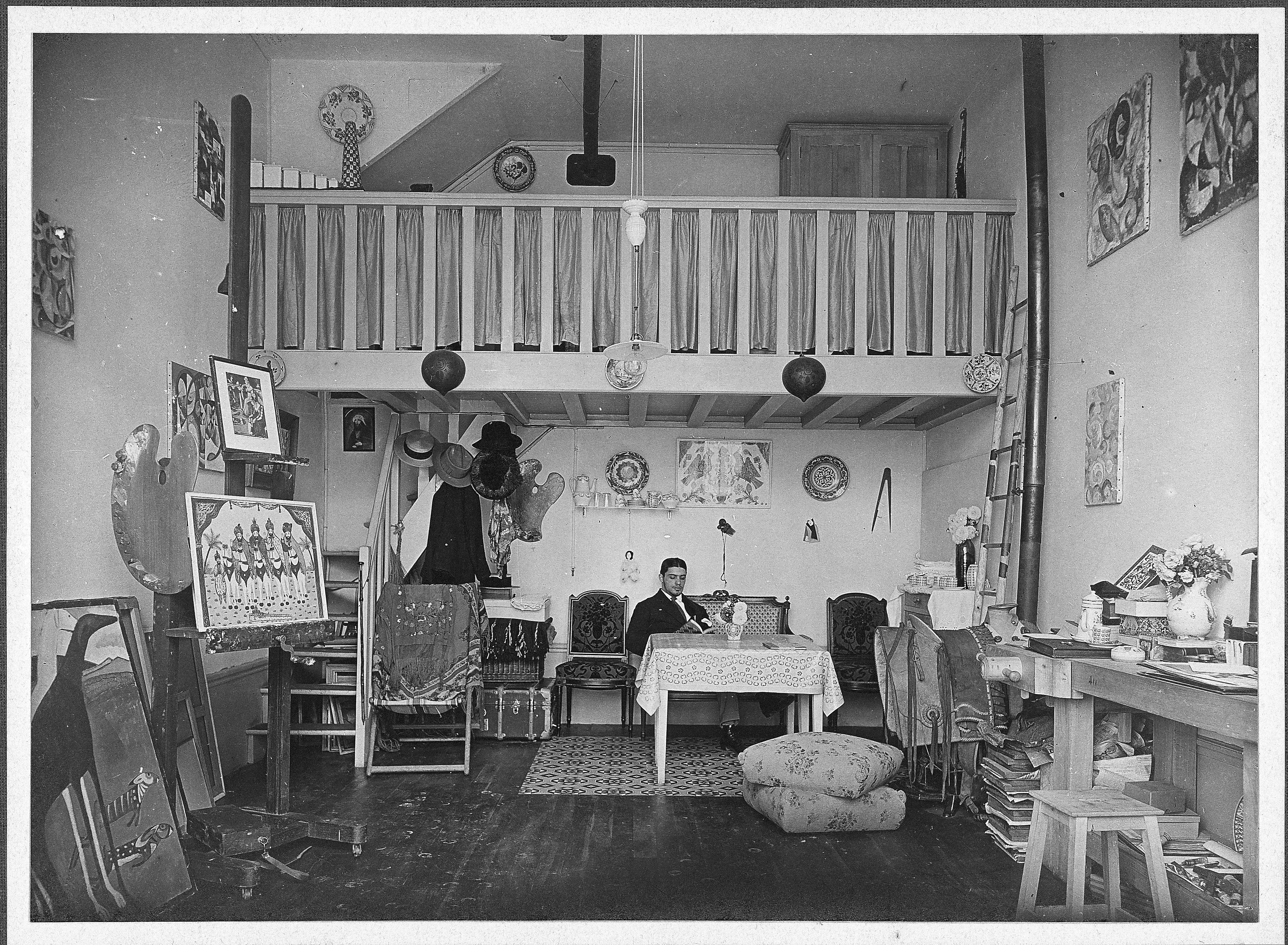
Chambre en mezzanine dans un atelier de Paris, en 1913.

Une mezzanine (ou entre-sol) est un étage intermédiaire entre deux grands ou un espace généralement bordé d'un garde-corps et en surplomb  sur la pièce principale,.  

## Description
L'espace sous la mezzanine peut être ouvert ou fermé sur la pièce principale ; éloignée de l'entrée du logement, elle est assez souvent aménagée comme chambre à coucher. De nos jours, le terme désigne également un passage en surplomb desservant les pièces du niveau supérieur d'un logement, et ouvert le plus souvent sur la salle de séjour (celle-ci accueillant parfois aussi l'escalier permettant d'accéder à l'étage). 
Le plafond surplombant à la fois la pièce en contrebas et la mezzanine est soit plat, soit un plafond cathédrale, ce qui fait que la pièce principale bénéficie d'une hauteur sous plafond plus importante (minimum 4 mètres). 
Dans une salle de cinéma ou une salle de concert, la mezzanine est l'espace situé au-dessus du parterre.
Dans l'industrie, une mezzanine est une construction réalisée à partir de poteaux, poutres et solives métallique et d'un plancher. La mezzanine permet d'augmenter la superficie de stockage d'un entrepôt. Elle peut être équipée de garde-corps, barrière écluse, escaliers et recevoir du rayonnage léger, rayonnage mi-lourd ou rayonnage à palette pour accroître la capacité de stockage. Un système de contreventement peut être parfois nécessaire. La mezzanine type plateforme XLS peut aussi être composée de plusieurs niveaux et équipée de cloisons de bureaux pour créer un espace de travail supplémentaire et cloisonné. Elle permet de recevoir des charges allant de 250 à 1 000 kg/m2[réf. nécessaire].
Depuis 2014 en France, la mezzanine industrielle doit respecter les normes NF EN 1090 et Eurocodes.